# Kameng Protected Area Complex
Le Kameng Protected Area Complex (en français : complexe d'aires protégées de Kameng) est un complexe d'aires protégées non loin de la rivière Kameng, formant la plus grande zone protégée de l'Arunachal Pradesh en Inde. Ce complexe s'étend également sur le nord de l'Assam. Il comprend le Eaglenest Wildlife Sanctuary, le Pakhui Wildlife Sanctuary, Sessa Orchid Sanctuary, le Parc national de Nameri, et le Sonai Rupai Wildlife Sanctuary auquel s'ajoutent quelques Reserved forests.
Cette zone inclut la Kameng Elephant Reserve et une Tiger reserve.
Le complexe couvre une surface de 3500 km² dans la zone dont l'altitude varie de 100 mètres à 3300 mètres d'altitude. La zone entre le sud de l'Himalaya et le nord du Brahmapoutre, comprenant une partie du Népal, du Bhoutan, et du nord-est de l'Inde, a été jugée comme importante pour la biodiversité par le Groupe de travail du fonds multi-bailleurs pour les écosystèmes en danger critique, un consortium de grandes organisations internationales qui travaille avec des associations ou investisseurs locaux,. La Birdlife International a désigné la Eaglenest et la Sessa Wildlife sanctuary comme une ZICO.
Cette zone est extrêmement importante pour l'avenir de l'éléphant d'Asie. Les éléphants passent régulièrement des plaines de l'Assam vers l'Eaglenest en été, à la plus haute altitude que les éléphants peuvent atteindre en Inde. Les ravages causés par eux sur les cultures provoquent à ces endroits des tensions pouvant pousser les hommes à les tuer. Les éléphants sont alors poussés à rester plus longtemps en montagne, détruisant leur environnement en épuisant leurs ressources.